# 2695 Christabel
A 2695 Christabel (ideiglenes jelöléssel 1979 UE) a Naprendszer kisbolygóövében található aszteroida. Edward L. G. Bowell fedezte fel 1979. október 17-én.